# 湖北武汉性奴案
湖北武汉性奴案是发生于2009年-2010年的一起湖北省武汉市青山区北湖农场胜英大队徐家岗村男子曾强保囚禁2名湖北女子在地窖中长达一年进行强奸与性虐待的案件。曾强保为武汉钢铁公司第一炼钢厂正式职工，案发时为武汉精鼎工业炉公司一分公司工人。两名受害人分别是19岁和16岁，曾强保对受害人还实施过掐脖子、捆绑、辣椒水喷眼睛等行为，并且曾强保另犯有9起拦路强奸案。2010年5月8日因另外一起拦路强奸案而落网。2010年5月14日下午1时许，一名被囚禁女孩的父亲接到一名陌生男子来电，来电者说他在修电视机时，发现了其女儿藏在电视机中向外界求救的纸条，该父亲半信半疑，修电视机师傅当即报警，当天，民警从曾强保家地窖解救出两名被囚禁、险些饿死的女孩。这两名女孩分别是于2008年9月16日晚、2009年7月2日晚10时许被曾强保拦路挟持、强奸、囚禁。检方指控，曾强保强行将两名女孩非法拘禁在其挖掘的地窖内，持续时间分别长达590天和317天。 
武汉市人民检察院以涉嫌强奸罪、抢劫罪、抢夺罪、非法拘禁罪四项罪名对曾强保提起公诉。2010年11月16日，武汉市中级人民法院依法不公开开庭审理。2011年1月30日，武汉市中级人民法院一审判决现年40岁的曾强保强奸罪、抢劫罪、抢夺罪、非法拘禁罪四项罪名成立，数罪并罚判处死刑立即执行。2011年7月18日湖北省高级人民法院二审裁定维持曾强保死刑判决，依法报请最高人民法院核准死刑。